# اندیس دره شهر۱
دره شهر۱ یک اندیس غیرفلزی است که در حوالی شهر کبیرکوه استان ایلام قرار دارد و مادهٔ معدنی موجود در آن، فسفات است.  